# Averrhoidium
Averrhoidium é um género botânico pertencente à família Sapindaceae.